# Rönningstjärnen, Hälsingland
Rönningstjärnen är en sjö i Härjedalens kommun i Hälsingland och ingår i Ljusnans huvudavrinningsområde.